# Борськи Святий Юр
Борськи Святий Юр (словац. Borský Svätý Jur) — село, громада округу Сениця, Трнавський край. Кадастрова площа громади — 41.47 км².
Населення 1647 осіб (станом на 31 грудня 2020 року).

## Історія
Борськи Святий Юр згадується 1394 року.

## Географія
Протікають канал Бродське-Кути і Малолеварський канал.

## Населення
| Рік:            | 1994. | 2004.   | 2014.   | 2024.   |
| --------------- | ----- | ------- | ------- | ------- |
| Кількість осіб: | 1577  | 1564    | 1656    | 1603    |
| Різниця:        |       | -0,82 % | +5,88 % | -3,20 % |

| Рік:            | 2023. | 2024.   |
| --------------- | ----- | ------- |
| Кількість осіб: | 1608  | 1603    |
| Різниця:        |       | -0,31 % |